# Sucha Beskidzka
Sucha Beskidzka (do 1965 godine: Sucha) je grad u južnoj Poljskoj. Grad leži na obalama rijeke Skawa i Stryszawka. Sucha Beskidzka je i sjedište suchskog povjata.
Billy Wilder rodio se u gradu Sucha (1906).

## Ostali projekti
|  | Zajednički poslužitelj ima stranicu o temi Sucha Beskidzka |